# Braço de Órion

Estrutura da Via Láctea - Neste esquema, o Braço de Órion é rotulado "Local Spur". A posição do Sistema Solar é indicado pelo ponto amarelo.

O Braço de Órion ou Braço Local é um braço espiral menor da Via Láctea. O Sistema Solar, assim como quase todas as estrelas vistas a olho nu, estão dentro do Braço de Órion.
Está localizado entre o Braço de Sagitário e o Braço de Perseus, dois dos quatro maiores braços espirais da Via Láctea. Dentro do Braço de Órion, o Sistema Solar e a Terra estão localizados perto da borda interior na Bolha Local, aproximadamente 8 000 parsecs (26 000 anos-luz) do centro galáctico.
O Braço de Órion contém um número de objetos do Catálogo Messier:
As Nebulosas:
- do Haltere (M27)
- de Órion (M42)
- Messier 43
- do Anel (M57)
- do Pequeno Haltere (M76)
- de Reflexão Messier 78
- da Coruja (M97)

Os aglomerados abertos:
- Messier 6 (Aglomerado da Borboleta)
- Messier 7 (Aglomerado de Ptolomeu)
- Messier 23
- Messier 25
- Messier 29
- Messier 34
- Messier 35
- Messier 39
- Messier 44 (Aglomerado do Presépio)
- Plêiades (M45)
- Messier 46
- Messier 47
- Messier 48
- Messier 50
- Messier 67
- Messier 93

Outros:
- Messier 40 (Winnecke 4)
- Messier 73.